# Kirche Gowarten
Die Kirche Gowarten (russisch Кирха Говартена Kircha Gowartena) stammt aus den frühen 1920er Jahren. Bis 1945 diente sie als evangelisches Gotteshaus für das Kirchspiel des ostpreußischen Dorfes mit dem jetzt russischen Namen Dserschinskoje. Das Kirchengebäude wird heute fremdgenutzt.

## Geographische Lage
Das heutige Dserschinskoje liegt in der russischen Oblast Kaliningrad (Gebiet Königsberg (Preußen)), 19 Kilometer südöstlich der Kreisstadt Slawsk (Heinrichswalde) und sechs Kilometer östlich des Mittelzentrums Bolschakowo (Groß Skaisgirren, 1938 bis 1946 Kreuzingen). Die nächste Bahnstation ist Bolschakowo an der Bahnstrecke Kaliningrad–Sowetsk (Königsberg–Tilsit).
Das Kirchengebäude steht an der Hauptstraße Bolschakowo – Nismennoje (Pleinlauken, 1938 bis 1946 Rosenthal) westlich der Kreuzung mit einer Nebenstraße, die Kanasch (Jurgaitschen, 1938 bis 1946 Königskirch) mit Pridoroschnoje (Groß Asznaggern, 1938 bis 1946 Grenzberg) verbindet.

## Kirchengebäude
Bei der Kirche Gowarten handelt es sich um einen schlichten Saalbau mit einem Dachreiter als Glockenträger. In den Jahren 1921/22 wurde sie unter großer Einsatzbereitschaft der Gemeinde errichtet.
Das Kircheninnere ist gleichermaßen von Einfachheit geprägt, konnte es doch erst nach der Inflation in Folge des Ersten Weltkrieges fertiggestellt werden. So verzichtete die Ausstattung auf wertvolle Gegenstände. Die schlicht gehaltene Kanzel war hinter dem Altartisch postiert, darüber hing ein Bild des Letzten Abendmahls Jesu. Die Orgel hatte man vom Lehrerseminar in Ragnit (heute russisch: Neman) erworben.
Das Kirchengebäude überstand die Kämpfe des Zweiten Weltkrieges nahezu unbeschadet. In der Folgezeit wurde es jedoch nicht mehr als Gotteshaus genutzt. Es erfolgten Umbauten wie die Entfernung des Dachreiters, Veränderung der Fenster und die Eindeckung des Daches mit Asbestzementplatten anstelle der Dachziegel. Der Innenraum wurde Freizeitclubraum, andere Gebäudeteile wurden zur Bibliothek bzw. zu einem Ladengeschäft. Auf diese Weise jedoch hat sich das Gebäude wenigstens erhalten.

## Kirchengemeinde
Eine Kirchengemeinde wurde in dem fast ausnahmslos von einer evangelischen Bevölkerung bewohnten Dorf am 1. Oktober 1906 errichtet. Vorher gehörte Gowarten mit den umliegenden Ortschaften zur Kirche Skaisgirren mit Pfarrsitz in Groß Skaisgirren (1938 bis 1946: Kreuzingen, heute russisch: Bolschakowo), von wo aus schon ab 1903 der „Seelsorgebezirk Gowarten“ mit speziell eingesetzten Geistlichen versorgt wurde. Die Kirchengemeinde war patronatslos. Im Jahre 1909 wurde hier eine Pfarrstelle errichtet, die jedoch erst 1920 nach dem Kriege regulär besetzt werden konnte. Zwischenzeitlich waren Heilsprediger oder wieder die Geistlichen der Kirche Skaisgirren zuständig. Mangels einer eigenen Kirche fanden die Gottesdienste in der Schule statt.
Nach Errichtung der Kirche setzte ein sehr lebendiges Gemeindeleben ein. Es gab einen Posaunenchor, eine Frauenhilfe, einen Jungmädchen- und einen Jungmännerverein. Bis 1945 gehörte die Kirchengemeinde zum Kirchenkreis Niederung (Elchniederung) in der Kirchenprovinz Ostpreußen der Kirche der Altpreußischen Union. Ihr war ein 17 Ortschaften und Wohnplätze umfassendes Kirchspiel mit einer Fläche von 35 km² zugeordnet. Es lag im sogenannten „Dreiländereck“ im südöstlichsten Teil des Kreises Niederung (ab 1938: Kreis Elchniederung) und grenzte an die Kreise Tilsit-Ragnit im Osten sowie Insterburg im Süden.
Aufgrund von Flucht und Vertreibung der einheimischen Bevölkerung sowie der restriktiven Religionspolitik der Sowjetunion kam in den Jahren nach 1945 das kirchliche Leben in Gowarten zum Erliegen. In den 1990er Jahren entstand im nahegelegenen Bolschakowo wieder eine evangelisch-lutherische Gemeinde, in deren Einzugsgebiet Dserschinskoje heute liegt. Sie ist eine Filialgemeinde innerhalb der Kirchenregion der Salzburger Kirche in Gussew (Gumbinnen) in der Propstei Kaliningrad (Königsberg) der Evangelisch-lutherischen Kirche Europäisches Russland.

### Kirchspielorte
Neben dem Pfarrort gehörten 16 Ortschaften und Wohnplätze in der Umgebung zur Kirche Gowarten:
| Name                            | Änderungsname 1938 bis 1946 | Russischer Name |  | Name                                               | Änderungsname 1938 bis 1946 | Russischer Name |
| ------------------------------- | --------------------------- | --------------- |  | -------------------------------------------------- | --------------------------- | --------------- |
| Alxnupönen                      |                             |                 |  | Klein Obscherningken                               | Kleinwalde                  | Tschistopolje   |
| Demedszen 1936–1938: Demedschen | Falkenhöhe                  |                 |  | Klein Wannaglauken                                 | Haslingen                   |                 |
| Friedlauken                     | Friedlau                    | Swobodny        |  | Kriplauken                                         | Kripfelde                   | Kimrskoje       |
| Groß Kriposen                   | Großkrippen                 |                 |  | Paoß-Wißbarren                                     |                             |                 |
| Groß Obscherningken             | Gutsfelde                   | Tschistopolje   |  | Pareisgirren                                       |                             |                 |
| Groß Wannaglauken               | Großwalde                   | Perwomaiskoje   |  | Serpentienen                                       |                             |                 |
| Grudszen 1936–1938: Grudschen   | Gruten                      | Nowotorschok    |  | Skieslauken                                        | Kieslau                     |                 |
| Klein Kriposen                  | Kleinkrippen                |                 |  | Szemlauken (Kr. Insterburg) 1936–1938: Schemlauken | Roßberg (Ostpr.)            | Lewobereschje   |

### Pfarrer
Bis 1945 amtierten in der Kirchengemeinde Gowarten als evangelische Geistliche:
| - Karl Eduard Rebeschies, 1903–1907 - Eugen Küssner, 1908 - Heinrich Borowski, 1909–1911 - Paul Bernecker, 1920–1927 - Adalbert Gundel, 1928–1933 - Richard Daudert, ab 1934 - Helmut Specovius, 1940–1942 - Erwin Link, 1944–1945 |